# Liste der Kulturdenkmäler in Waldsolms
Die folgende Liste enthält die in der Denkmaltopographie ausgewiesenen Kulturdenkmäler auf dem Gebiet  der Gemeinde Waldsolms, Lahn-Dill-Kreis, Hessen.
Hinweis: Die Reihenfolge der Denkmäler in dieser Liste orientiert sich zunächst an Ortsteilen und anschließend der Anschrift, alternativ ist sie auch nach der Bezeichnung, der vom Landesamt für Denkmalpflege vergebenen Nummer oder der Bauzeit sortierbar.
Kulturdenkmäler werden fortlaufend im Denkmalverzeichnis des Landes Hessen durch das Landesamt für Denkmalpflege Hessen auf Basis des Hessischen Denkmalschutzgesetzes (HDSchG) geführt. Die Schutzwürdigkeit eines Kulturdenkmals hängt nicht von der Eintragung in das Denkmalverzeichnis des Landes Hessen oder der Veröffentlichung in der Denkmaltopographie ab.

## Kulturdenkmäler nach Ortsteilen

### Brandoberndorf
| Bild               | Bezeichnung                        | Lage                                                                                            | Beschreibung       | Bauzeit              | Objekt-Nr. |
| ------------------ | ---------------------------------- | ----------------------------------------------------------------------------------------------- | ------------------ | -------------------- | ---------- |
| Bild gesucht BW    | Jüdischer Friedhof                 | Brandoberndorf, Alter Berg LageFlur: 1, Flurstück: 185                                          | Jüdischer Friedhof |                      | 45125 DDB  |
| weitere Bilder     | Ehemaliges Backhaus                | Brandoberndorf, Backhausstraße 2 LageFlur: 1, Flurstück: 34                                     |                    | 1742                 | 45126 DDB  |
|                    |                                    | Brandoberndorf, Backhausstraße 4 LageFlur: 1, Flurstück: 35                                     |                    | 1725 bis 1775        | 45127 DDB  |
| Bild gesucht BW    |                                    | Brandoberndorf, Backhausstraße 9 LageFlur: 1, Flurstück: 41                                     | Schwengelpumpe     | Ende 19. Jahrhundert | 45128 DDB  |
|                    |                                    | Brandoberndorf, Bornbachstraße 2 LageFlur: 1, Flurstück: 90                                     |                    | 1688                 | 45130 DDB  |
| weitere Bilder     | Brunnen                            | Brandoberndorf, Bornbachstraße (bei Nr. 1) LageFlur: 1, Flurstück: 95/6                         |                    |                      | 45129 DDB  |
| weitere Bilder     |                                    | Brandoberndorf, Borngartenstraße 5, 7 LageFlur: 1, Flurstück: 68, 69                            |                    | 1625 bis 1675        | 45132 DDB  |
|                    |                                    | Brandoberndorf, Bühlgasse 3 LageFlur: 2, Flurstück: 353/2                                       |                    | 1725 bis 1775        | 45133 DDB  |
|                    |                                    | Brandoberndorf, Bühlgasse 4 LageFlur: 2, Flurstück: 347                                         |                    | 1725 bis 1775        | 45232 DDB  |
| weitere Bilder     |                                    | Brandoberndorf, Cleeberger Straße 8 LageFlur: 1, Flurstück: 111/1                               |                    | 1725 bis 1775        | 45134 DDB  |
| weitere Bilder     | Brunnen                            | Brandoberndorf, Cleeberger Straße (bei Nr. 8) LageFlur: 1, Flurstück: 108/14                    |                    |                      | 45135 DDB  |
|                    |                                    | Brandoberndorf, Cleeberger Straße 9 LageFlur: 2, Flurstück: 236                                 |                    | 1695 bis 1705        | 45136 DDB  |
| Alte Apotheke      | Alte Apotheke                      | Brandoberndorf, Cleeberger Straße 21, 23 LageFlur: 2, Flurstück: 195                            |                    | 1820                 | 45137 DDB  |
| weitere Bilder     | Forsthaus                          | Brandoberndorf, Forsthausstraße 11 LageFlur: 2, Flurstück: 138/2                                |                    | 1879                 | 45138 DDB  |
|                    |                                    | Brandoberndorf, Gaulenbergergasse 2, 4 LageFlur: 2, Flurstück: 307/3                            |                    | 1625 bis 1675        | 45139 DDB  |
| Bild gesucht BW    | Gesamtanlage Hasselborner Straße   | Brandoberndorf, Gesamtanlage Hasselborner Straße Lage                                           |                    | 1895 bis 1905        | 45124 DDB  |
| weitere Bilder     | Gesamtanlage Historischer Ortskern | Brandoberndorf, Gesamtanlage Historischer Ortskern Lage                                         |                    |                      | 646281 DDB |
| weitere Bilder     |                                    | Brandoberndorf, Hasselborner Straße 6, Morgenweg 1 LageFlur: 1, Flurstück: 223/2, 223/5, 223/17 |                    | 1895 bis 1905        | 45140 DDB  |
|                    |                                    | Brandoberndorf, Hasselborner Straße 9 LageFlur: 1, Flurstück: 167                               |                    | 1905 bis 1915        | 45141 DDB  |
| weitere Bilder     | Ehemaliges Feuerwehrhaus           | Brandoberndorf, Lindenplatz 1, Lindenplatz LageFlur: 2, Flurstück: 333, 335                     |                    | 1845 bis 1855        | 45142 DDB  |
| weitere Bilder     | Ehemaliges Schul- und Rathaus      | Brandoberndorf, Lindenplatz 2 LageFlur: 2, Flurstück: 332                                       |                    | 1826                 | 45143 DDB  |
| weitere Bilder     | Evangelische Pfarrkirche           | Brandoberndorf, Pfarrgasse 1 LageFlur: 2, Flurstück: 348                                        |                    |                      | 45144 DDB  |
| weitere Bilder     |                                    | Brandoberndorf, Pfarrgasse 3 LageFlur: 2, Flurstück: 346/4                                      |                    | 1725 bis 1775        | 45145 DDB  |
| weitere Bilder     |                                    | Brandoberndorf, Pfarrgasse 5 LageFlur: 2, Flurstück: 344/1                                      |                    | 1695 bis 1705        | 45146 DDB  |
| Wasserhochbehälter | Wasserhochbehälter                 | Brandoberndorf, Schnurgasse o. Nr. LageFlur: 2, Flurstück: 67                                   |                    | 1904                 | 45149 DDB  |
| weitere Bilder     |                                    | Brandoberndorf, Schnurgasse 4 LageFlur: 2, Flurstück: 291                                       |                    | 1695 bis 1705        | 45147 DDB  |
| weitere Bilder     |                                    | Brandoberndorf, Schnurgasse 7 LageFlur: 2, Flurstück: 340/1                                     |                    | 1625 bis 1675        | 45148 DDB  |
|                    |                                    | Brandoberndorf, Tränkwasser 1 LageFlur: 2, Flurstück: 247                                       |                    | 1746                 | 45150 DDB  |
| weitere Bilder     | Ehemaliges Backhaus                | Brandoberndorf, Unterseite 7 LageFlur: 2, Flurstück: 241                                        |                    | 1825 bis 1875        | 45151 DDB  |
| weitere Bilder     | Bornhanesse Hof                    | Brandoberndorf, Unterseite 8 LageFlur: 1, Flurstück: 61                                         |                    | 1725 bis 1775        | 45152 DDB  |
| weitere Bilder     |                                    | Brandoberndorf, Unterseite 12, 14 LageFlur: 1, Flurstück: 65, 66                                |                    | 1692                 | 45153 DDB  |
| weitere Bilder     |                                    | Brandoberndorf, Unterseite 18 LageFlur: 1, Flurstück: 86                                        |                    | 1671                 | 45154 DDB  |
|                    |                                    | Brandoberndorf, Weiperfeldener Straße 1 LageFlur: 1, Flurstück: 93                              |                    | 1695 bis 1705        | 45131 DDB  |
| weitere Bilder     |                                    | Brandoberndorf, Zingelstraße 1 LageFlur: 2, Flurstück: 361/1                                    |                    | 1773                 | 45155 DDB  |
| weitere Bilder     | Bahnhof                            | Brandoberndorf, Zum Bahnhof 3 LageFlur: 1, Flurstück: 198/5                                     |                    |                      | 45156 DDB  |

### Griedelbach
| Bild             | Bezeichnung         | Lage                                                         | Beschreibung | Bauzeit                                | Objekt-Nr. |
| ---------------- | ------------------- | ------------------------------------------------------------ | --- | -------------------------------------- | ---------- |
|                  |                     | Griedelbach, Heidestraße 1 LageFlur: 1, Flurstück: 39        | | 1725 bis 1775                          | 45158 DDB  |
| weitere Bilder   |                     | Griedelbach, Heidestraße 2 LageFlur: 1, Flurstück: 110       | | 1903                                   | 45159 DDB  |
| weitere Bilder   | Tanzlinde           | Griedelbach, Kirchgasse o. Nr. LageFlur: 1, Flurstück: 28    | Auch als Naturdenkmal geschützt. |                                        | 45160 DDB  |
| Ehemalige Schule | Ehemalige Schule    | Griedelbach, Kirchgasse 1 LageFlur: 2, Flurstück: 36/2       | | 1862                                   | 45161 DDB  |
| weitere Bilder   |                     | Griedelbach, Wetzlarer Straße 3 LageFlur: 2, Flurstück: 190  | | 1672                                   | 45162 DDB  |
| weitere Bilder   | Evangelische Kirche | Griedelbach, Wetzlarer Straße 14 LageFlur: 1, Flurstück: 29  | Wehrhafter Westturm aus romanischer Zeit mit barockem Helmaufbau, im Kern mittelalterliche Kirche, die in der zweiten des 17. Jahrhunderts umgebaut wurde | Mittelalter, 2. Hälfte 17. Jahrhundert | 45163 DDB  |
| weitere Bilder   |                     | Griedelbach, Wetzlarer Straße 33 LageFlur: 2, Flurstück: 138 | | Anfang 19. Jahrhundert                 | 45164 DDB  |

### Hasselborn
| Bild                | Bezeichnung     | Lage                                                                                      | Beschreibung | Bauzeit | Objekt-Nr. |
| ------------------- | --------------- | ----------------------------------------------------------------------------------------- | ------------ | ------- | ---------- |
| Hasselborner Tunnel | Eisenbahntunnel | Hasselborn, Eisenbahn, Altewies (Außerhalb der Ortslage) LageFlur: 3, Flurstück: 14, 15/2 |              |         | 45166 DDB  |

### Kraftsolms
| Bild             | Bezeichnung                        | Lage                                                                                                | Beschreibung                                                            | Bauzeit                | Objekt-Nr. |
| ---------------- | ---------------------------------- | --------------------------------------------------------------------------------------------------- | ----------------------------------------------------------------------- | ---------------------- | ---------- |
| Bild gesucht BW  | Gesamtanlage Historischer Ortskern | Kraftsolms, Gesamtanlage Historischer Ortskern Lage                                                 |                                                                         |                        | 646326 DDB |
| Bild gesucht BW  | Back- und Gemeindehaus             | Kraftsolms, Kirbachstraße 3 LageFlur: 12, Flurstück: 39/1                                           |                                                                         | 1855 bis 1865          | 45169 DDB  |
| Bild gesucht BW  | Schmiedenhof                       | Kraftsolms, Schmiedenhof 1, 2, Hofgarten (Außerhalb der Ortslage) LageFlur: 6, 17, Flurstück: 4, 58 |                                                                         |                        | 45178 DDB  |
| Bild gesucht BW  | Brücke                             | Kraftsolms, Solmsbach (Gew II) LageFlur: 6, Flurstück: 18                                           |                                                                         | 1871 bis 1881          | 45170 DDB  |
| Bild gesucht BW  | ehemaliger Bahnhof                 | Kraftsolms, Solmser Straße 1A LageFlur: 5, Flurstück: 2                                             |                                                                         | 1912                   | 952688 DDB |
| weitere Bilder   | Evangelische Kirche                | Kraftsolms, Solmser Straße 20 LageFlur: 13, Flurstück: 41                                           | gotischer Saalbau mit achtseitigem Dachreiter, 1615 eingreifender Umbau | 1395 (Ersterwähnung)   | 45171 DDB  |
| Bild gesucht BW  |                                    | Kraftsolms, Solmser Straße 21 LageFlur: 13, Flurstück: 308/1                                        |                                                                         | 1695 bis 1705          | 45172 DDB  |
| Ehemalige Schule | Ehemalige Schule                   | Kraftsolms, Solmser Straße 22 LageFlur: 13, Flurstück: 40/4                                         |                                                                         | Anfang 19. Jahrhundert | 45173 DDB  |
| Bild gesucht BW  |                                    | Kraftsolms, Solmser Straße 24, 22 LageFlur: 13, Flurstück: 35, 40/4, 40/5                           |                                                                         |                        | 45174 DDB  |
| Bild gesucht BW  |                                    | Kraftsolms, Solmser Straße 25 LageFlur: 13, Flurstück: 311/6                                        |                                                                         | 1695 bis 1705          | 45175 DDB  |
|                  |                                    | Kraftsolms, Wehrstraße 3 LageFlur: 13, Flurstück: 55                                                |                                                                         | 1725 bis 1775          | 45176 DDB  |
| Bild gesucht BW  |                                    | Kraftsolms, Zum Backhaus 4 LageFlur: 12, Flurstück: 19/1                                            |                                                                         | Anfang 19. Jahrhundert | 45177 DDB  |

### Kröffelbach
| Bild            | Bezeichnung         | Lage                                                                          | Beschreibung | Bauzeit                                 | Objekt-Nr. |
| --------------- | ------------------- | ----------------------------------------------------------------------------- | --- | --------------------------------------- | ---------- |
| Bild gesucht BW |                     | Kröffelbach, Brandoberndorfer Straße 7 LageFlur: 13, Flurstück: 4             | |                                         | 963771 DDB |
|                 |                     | Kröffelbach, Brunnenstraße 6–8 LageFlur: 14, Flurstück: 79/1, 80              | | 1695 bis 1705                           | 45188 DDB  |
|                 |                     | Kröffelbach, Denkmalstraße 13, 15 LageFlur: 14, Flurstück: 10/1               | | 1695 bis 1705                           | 45181 DDB  |
| weitere Bilder  | Pfarrhaus           | Kröffelbach, Kirchstraße 2, Kirchstraße LageFlur: 14, Flurstück: 53, 54       | | 1915                                    | 45182 DDB  |
| weitere Bilder  |                     | Kröffelbach, Kirchstraße 5 LageFlur: 14, Flurstück: 35                        | | 1666                                    | 45183 DDB  |
| weitere Bilder  | Evangelische Kirche | Kröffelbach, Kirchstraße 7, Kirchstraße LageFlur: 14, Flurstück: 33, 34       | Chorturmkirche mit niedrigem Turm in derselben Breite wie das kurze Schiff; im Inneren als ein einheitlicher Saal gestaltet | 15./16. Jahrhundert, im Kern wohl älter | 45184 DDB  |
|                 |                     | Kröffelbach, Kraftsolmser Straße 38, 40 LageFlur: 14, Flurstück: 120/1, 120/2 | | 1725 bis 1775                           | 45185 DDB  |
| weitere Bilder  |                     | Kröffelbach, Oberquembacher Straße 6 LageFlur: 14, Flurstück: 90              | | Ende 17. Jahrhundert                    | 45186 DDB  |

### Weiperfelden
| Bild           | Bezeichnung         | Lage                                                                     | Beschreibung | Bauzeit | Objekt-Nr. |
| -------------- | ------------------- | ------------------------------------------------------------------------ | ------------ | ------- | ---------- |
| Schmiede       | Schmiede            | Weiperfelden, Am Phillipseck 2 LageFlur: 1, Flurstück: 63                |              |         | 45189 DDB  |
| weitere Bilder | Evangelische Kirche | Weiperfelden, Butzbacher Straße 13 LageFlur: 1, Flurstück: 72/1          |              | 1887    | 45191 DDB  |
| weitere Bilder | Ehemalige Schule    | Weiperfelden, Butzbacher Straße 15, 17 LageFlur: 1, Flurstück: 71/2      |              | 1954    | 45192 DDB  |
| weitere Bilder | Brunnen             | Weiperfelden, Butzbacher Straße (bei Nr. 9) LageFlur: 1, Flurstück: 75/5 |              |         | 45190 DDB  |